# Majkop
Majkop (in russo: Майкоп; in adighè: Мыекъуапэ, Məeqwapă) è una città della Russia europea meridionale, situata sul versante settentrionale della catena del Caucaso sul fiume Belaja, tributario del Kuban'; è la capitale della Repubblica Autonoma dell'Adighezia.

## Storia
Majkop venne fondata nel 1857 dai russi, come fortezza per il presidio del territorio; fu coinvolta nelle guerre combattute nella zona fra il 1858 e il 1863, e nel 1870 si vide concesso lo status di città.
Subì, fra il 1942 e il 1943, l'occupazione nazista.

## Geografia fisica
La città è il centro amministrativo della repubblica dell'Adighezia fin dal 1936, prima nell'ambito dell'Unione Sovietica, poi nella Federazione Russa.

## Località
- Gaverdovskij
- Chanskaja
- Kosinov
- Podgorny
- Rodnikovyj
- Severny
- Vesёlyj
- Zapadnyj